# 矢崎村
矢崎村（やさきむら）は、1889年（明治22年）4月1日から1909年（明治42年）4月1日まで存在した神奈川県橘樹郡の村。

## 概要
神奈川県橘樹郡南部の村。現在の神奈川県横浜市保土ケ谷区中部にあたる（帷子川以南）。
現在の上星川駅近くにある「両郡橋」は、都筑郡西谷村との境にあった。

## 地理
- 川 ： 帷子川

## 歴史

### 沿革
- 1889年（明治22年）4月1日 - 町村制の施行により、仏向村、坂本村が合併して成立。
- 1909年（明治42年）4月1日 - 保土ケ谷町に編入。同日矢崎村廃止。
- 1927年（昭和2年）
  - 4月1日 - 保土ケ谷町が横浜市に編入。
  - 10月1日 - 横浜市が区制を施行し、旧村域が保土ケ谷区になる。

## 交通

### 鉄道路線
当時は存在しなかった。後に現相模鉄道本線が地域内を通過し、和田町駅が開業するが、当時は未開業。